# Za djecu i odrasle
«Za djecu i odrasle» — музичний альбом гурту Novi fosili. Виданий 1982 року лейблом Jugoton. Загальна тривалість композицій становить 29:24. Альбом відносять до напрямку поп.

## Список пісень
Сторона A
1. «Djeca smo» — 2:04
2. «Sanja» — 2:54
3. «3 + 10» — 2:54
4. «Majčine oči» — 4:17
5. «Mali Ćiro» — 3:10

Сторона B
1. «Šta se smiješ, klipane» — 2:54
2. «Razumljiva pjesma (kad sam bio mlad)» — 2:06
3. «Vikend tata, vikend mama» — 2:38
4. «Samo mi se javi» — 3:49
5. «Za domovinu našu» — 2:38